# إقليم هوانكافليكا
إقليم هوانكافليكا (بالإنجليزية: Huancavelica Region)‏  هو أحد أقاليم بيرو، يتبع بيرو، عاصمته هوانكافليكا.

## الموقع
يشترك في الحدود مع:
- إقليم جونين
- إقليم إيكا
- إقليم أياكوتشو
- إقليم ليما.

## التقسيمات الإدارية
- Acobamba province [الإنجليزية]‏
- Angaraes province [الإنجليزية]‏
- Castrovirreyna province [الإنجليزية]‏
- Churcampa province [الإنجليزية]‏
- مقاطعة هوانكافليكا
- Huaytará province [الإنجليزية]‏
- Tayacaja province [الإنجليزية]‏.